# Cheryl Dunye

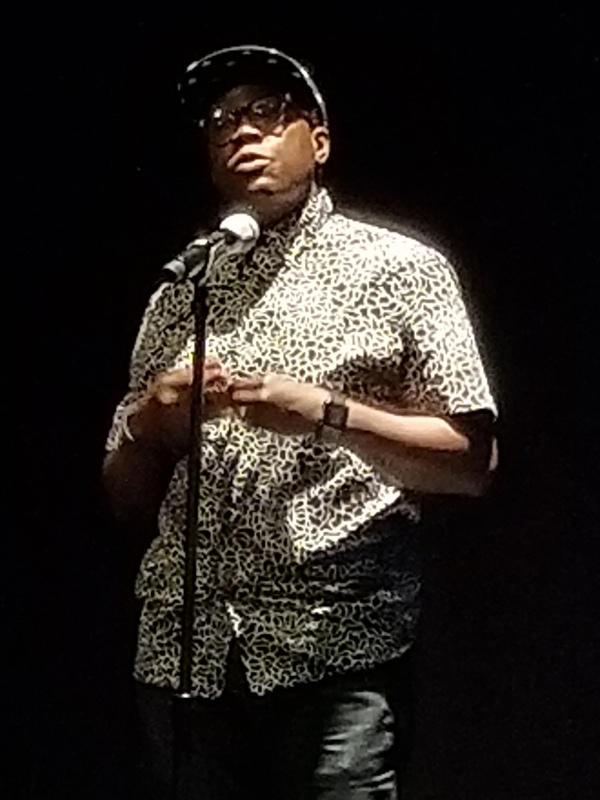
Cheryl Dunye, 2018

Cheryl Dunye (* 13. Mai 1966 in Liberia) ist eine US-amerikanische Filmregisseurin, Filmproduzentin und Drehbuchautorin afroamerikanischer Abstammung.

## Leben
Dunye schloss ihr Studium an der Temple University in Philadelphia 1990 mit einem B.A. ab. Danach studierte sie an der Mason Gross School of the Arts der Rutgers University in New Jersey, wo sie 1992 den M.F.A. erhielt.
Sie wurde Hochschullehrerin an der UCLA. Des Weiteren wurde sie als Filmregisseurin und Filmproduzentin tätig. Sie drehte und produzierte seit Anfang der 1990er Jahre mehrere Filme. Dunye lebt offen lesbisch und ist Mutter zweier Kinder.

## Filmografie (Auswahl)
(als Filmregisseurin)
- 1990: Janine
- 1991: She Don't Fade
- 1992: Vanilla Sex
- 1993: An Untitled Portrait
- 1993: The Potluck and the Passion
- 1994: Greetings from Africa
- 1996: The Watermelon Woman
- 2001: Stranger Inside
- 2004: My Baby's Daddy
- 2012: Mommy is Coming
- 2019: Dear White People (Fernsehserie, eine Folge)
- seit 2020: Lovecraft Country (Fernsehserie, eine Folge)

## Auszeichnungen (Auswahl)
- 1996: Teddy Award für The Watermelon Woman
- 2002: Audience Award und Special Mention beim Créteil International Women’s Film Festival für Stranger Inside
- 2003: Herb Alpert Award in the Arts, Film/Video Nominee
- 2004: Community Vision Award, National Center for Lesbian Rights
- 2012: Feminist Porn Award 2012